# Немировский, Гарринальд Михайлович
Гарринальд Михайлович Немировский (12 октября 1935, Симферополь — 29 июля 2021, Крым) — советский, украинский и российский спортивный журналист. Судья международной и всесоюзной категории по лёгкой атлетике и велоспорту, участник Олимпийских игр, чемпионатов мира и Европы. Постоянный летописец и собиратель статистики футбольного клуба «Таврия». Заслуженный журналист Украины и Автономной Республики Крым.

## Биография
Гарринальд Немировский родился 12 октября 1935 года в Симферополе. Окончил факультет физического воспитания Крымского педагогического института. В спортивной журналистике работает с 1959 года. Спортивный обозреватель Крымской студии телевидения (ныне телерадиокомпания Крым), писал для газет «Крымский комсомолец» и «Крымская правда», с 1985 года её штатный сотрудник. Публиковался в еженедельнике «Футбол-Хоккей» и газете «Советский спорт».
Мастер спорта. Арбитр международной и всесоюзной категории по лёгкой атлетике и велоспорту, участник Летних Олимпийских игр 1980 в Москве, где комментировал велогонки. Комментатор чемпионатов мира и Европы.
Комментировал игры сборной СССР по футболу, которые проходили на стадионе «Локомотив» в Симферополе в зимнее время. Заслуженный тренер СССР, бывший генеральный секретарь РФС Владимир Радионов вспоминает о матче 1990 года: «Ж. Ответный финальный матч с Югославами из Симферополя на советском телевидении комментировал Гарринальд Немировский. Однако широкой общественности он почти неизвестен. Вы о нём что-либо знаете? В. Р. Это местный журналист. Он работал на стадионе во время матчей и объявлял составы команд. Но в то время комментировать доверили ему. Про него могу сказать, что это достаточно разносторонний парень. И он, на мой взгляд, хорошо провёл репортаж об этом матче, объяснил — кто играет, как играет, рассказал о том, какие хорошие ребята собраны в югославской команде.»
Неоднократно входил в Республиканский совет Крыма по вопросам развития физической культуры и спорта.
Заслуженный журналист Украины и АРК, лауреат Международного открытого рейтинга популярности «Золотая фортуна-2000». 21 раз в разные годы признавался лучшим спортивным журналистом Крыма. Лауреат премии «Призвание» 2019 года. Автор ряда книг об известных спортсменах, крымском футболе. Многолетний болельщик, собиратель статистики и историк футбольного клуба «Таврия», Симферополь. Издал наиболее полную официальную историю клуба и полное собрание статистики с момента его создания. В 2015 году награждён медалью Республики Крым «За доблестный труд».
Скончался 29 июля 2021 года в Крыму на 86 году жизни от COVID-19.